# Issy-les-Moulineaux Badminton Club
Der Issy-les-Moulineaux Badminton Club (auch IMBC92) ist ein französischer Badmintonverein.

## Geschichte
Der Verein ging 1987 aus dem 1951 gegründeten Mehrspartenverein Issy-les-Moulineaux Avia Club hervor. Die Badmintonabteilung des Avia Clubs wurde im letzten Jahr ihrer Existenz bereits Vierter bei den französischen Badmintonmannschaftsmeisterschaften. Der reine Badmintonverein wurde 1990 erstmals nationaler Meister, gefolgt von 12 weiteren Titelgewinnen bis 2012. Im Europapokal siegte der Verein 2006. Diesen Erfolg wurde 2016 und 2017 wiederholt. Heute hat der Verein über 600 Mitglieder.